# Grande Prêmio da Hungria de 2015
O Grande Prêmio da Hungria de 2015 (formalmente denominado Formula 1 Pirelli Magyar Nagydíj 2015) foi uma corrida de Fórmula 1 disputada em 26 de julho de 2015 no Hungaroring, em Budapeste, Hungria. Foi a décima etapa da temporada de 2015.
Os pilotos da Fórmula 1 e familiares de Jules Bianchi, prestaram homenagens ao piloto francês de 25 anos que morreu no dia 17 de julho de 2015 por causa do acidente no Grande Prêmio do Japão ocorrido nove meses antes.

## Pneus
| Nome do composto | Cor | Banda de rolamento | Condições de Tempo | Dry Type | Aderência | Longevidade |
| ---------------- | --- | ------------------ | ------------------ | -------- | --------- | ----------- |
| Macio            |     | Slick (P Zero)     | Seco               | Soft     | Médio     | Médio       |
| Médio            |     | Slick (P Zero)     | Seco               | Medium   | Médio     | Médio       |

## Resultados

### Treino Classificatório
| Pos.                     | Nº | Piloto           | Construtor             | Q1       | Q2        | Q3       | Grid |
| ------------------------ | -- | ---------------- | ---------------------- | -------- | --------- | -------- | ---- |
| 1                        | 44 | Lewis Hamilton   | Mercedes               | 1:22.890 | 1:22.285  | 1:22.020 | 1    |
| 2                        | 6  | Nico Rosberg     | Mercedes               | 1:22.979 | 1:22.775  | 1:22.595 | 2    |
| 3                        | 5  | Sebastian Vettel | Ferrari                | 1:23.312 | 1:23.168  | 1:22.739 | 3    |
| 4                        | 3  | Daniel Ricciardo | Red Bull-Renault       | 1:24.408 | 1:23.230  | 1:22.774 | 4    |
| 5                        | 7  | Kimi Räikkönen   | Ferrari                | 1:23.596 | 1:23.460  | 1:23.020 | 5    |
| 6                        | 77 | Valtteri Bottas  | Williams-Mercedes      | 1:23.649 | 1:23.555  | 1:23.222 | 6    |
| 7                        | 26 | Daniil Kvyat     | Red Bull-Renault       | 1:23.587 | 1:23.597  | 1:23.332 | 7    |
| 8                        | 19 | Felipe Massa     | Williams-Mercedes      | 1:23.895 | 1:23.598  | 1:23.537 | 8    |
| 9                        | 33 | Max Verstappen   | Toro Rosso-Renault     | 1:24.032 | 1:23.781  | 1:23.679 | 9    |
| 10                       | 8  | Romain Grosjean  | Lotus-Mercedes         | 1:24.242 | 1:23.805  | 1:24.181 | 10   |
| 11                       | 27 | Nico Hülkenberg  | Force India-Mercedes   | 1:24.115 | 1:23.826  |          | 11   |
| 12                       | 55 | Carlos Sainz Jr. | Toro Rosso-Renault     | 1:24.623 | 1:23.869  |          | 12   |
| 13                       | 11 | Sergio Pérez     | Force India-Mercedes   | 1:24.444 | 1:24.461  |          | 13   |
| 14                       | 13 | Pastor Maldonado | Lotus-Mercedes         | 1:23.895 | 1:24.609  |          | 14   |
| 15                       | 14 | Fernando Alonso  | McLaren-Honda          | 1:24.563 | Sem tempo |          | 15   |
| 16                       | 22 | Jenson Button    | McLaren-Honda          | 1:24.739 |           |          | 16   |
| 17                       | 9  | Marcus Ericsson  | Sauber-Ferrari         | 1:24.843 |           |          | 17   |
| 18                       | 12 | Felipe Nasr      | Sauber-Ferrari         | 1:24.997 |           |          | 18   |
| 19                       | 98 | Roberto Merhi    | Manor Marussia-Ferrari | 1:27.416 |           |          | 19   |
| 20                       | 28 | Will Stevens     | Manor Marussia-Ferrari | 1:27.949 |           |          | 20   |
| Tempo dos 107%: 1:28.692 |    |                  |                        |          |           |          |      |
| Fonte:                   |    |                  |                        |          |           |          |      |

### Corrida
| Pos.   | Nu. | Piloto           | Construtor             | Voltas | Tempo/Retirado | Grid | Pontos |
| ------ | --- | ---------------- | ---------------------- | ------ | -------------- | ---- | ------ |
| 1      | 5   | Sebastian Vettel | Ferrari                | 69     | 1:46:09.985    | 3    | 25     |
| 2      | 26  | Daniil Kvyat     | Red Bull-Renault       | 69     | +15.748 1      | 7    | 18     |
| 3      | 3   | Daniel Ricciardo | Red Bull-Renault       | 69     | +25.084        | 4    | 15     |
| 4      | 33  | Max Verstappen   | Toro Rosso-Renault     | 69     | +44.251        | 9    | 12     |
| 5      | 14  | Fernando Alonso  | McLaren-Honda          | 69     | +49.079        | 15   | 10     |
| 6      | 44  | Lewis Hamilton   | Mercedes               | 69     | +52.025        | 1    | 8      |
| 7      | 8   | Romain Grosjean  | Lotus-Mercedes         | 69     | +58.578        | 10   | 6      |
| 8      | 6   | Nico Rosberg     | Mercedes               | 69     | +58.876        | 2    | 4      |
| 9      | 22  | Jenson Button    | McLaren-Honda          | 69     | +1:07.028      | 16   | 2      |
| 10     | 9   | Marcus Ericsson  | Sauber-Ferrari         | 69     | +1:09.130      | 17   | 1      |
| 11     | 12  | Felipe Nasr      | Sauber-Ferrari         | 69     | +1:13.458      | 18   |        |
| 12     | 19  | Felipe Massa     | Williams-Mercedes      | 69     | +1:14.278      | 8    |        |
| 13     | 77  | Valtteri Bottas  | Williams-Mercedes      | 69     | +1:20.228      | 6    |        |
| 14     | 13  | Pastor Maldonado | Lotus-Mercedes         | 69     | +1:25.142 2    | 14   |        |
| 15     | 98  | Roberto Merhi    | Manor Marussia-Ferrari | 67     | +2 voltas      | 19   |        |
| 16     | 28  | Will Stevens     | Manor Marussia-Ferrari | 65     | Suspensão 3    | 20   |        |
| Ret    | 55  | Carlos Sainz Jr. | Toro Rosso-Renault     | 61     | Motor          | 12   |        |
| Ret    | 7   | Kimi Räikkönen   | Ferrari                | 56     | ERS 4          | 5    |        |
| Ret    | 11  | Sergio Pérez     | Force India-Mercedes   | 54     | Freios         | 13   |        |
| Ret    | 27  | Nico Hülkenberg  | Force India-Mercedes   | 42     | Asa dianteira  | 11   |        |
| Fonte: |     |                  |                        |        |                |      |        |

Notas
↑1  – Daniil Kvyat recebeu dez segundos de penalidade por sair da pista e obter vantagem.
↑2  – Pastor Maldonado recebeu dez segundos de penalidade por ultrapassar antes do permitido, na saída do Safety Car.
↑3  - Will Stevens foi classificado porque completou mais de 90% da prova.
↑4  - Kimi Räikkönen recebeu dez segundos de penalidade por ultrapassar o limite de velocidade do pit-lane.

## Curiosidade
- Commons

- Sebastian Vettel igualar o número de vitória de Ayrton Senna (41).
- Primeiro pódio de Daniil Kvyat.

## Tabela do campeonato após a corrida
Somente as cinco primeiras posições estão incluídas nas tabelas.
| Pos | Piloto           | Pontos | Var |
| --- | ---------------- | ------ | --- |
| 1   | Lewis Hamilton   | 202    | 0   |
| 2   | Nico Rosberg     | 181    | 0   |
| 3   | Sebastian Vettel | 160    | 0   |
| 4   | Valtteri Bottas  | 77     | 0   |
| 5   | Kimi Räikkönen   | 76     | 0   |

| Pos | Construtor           | Pontos | Var |
| --- | -------------------- | ------ | --- |
| 1   | Mercedes             | 383    | 0   |
| 2   | Ferrari              | 236    | 0   |
| 3   | Williams-Mercedes    | 151    | 0   |
| 4   | Red Bull-Renault     | 96     | 0   |
| 5   | Force India-Mercedes | 39     | 0   |